# 樟林古港遗址
樟林古港遗址，位于中国广东省汕头市澄海区东里镇观一、南社、新兴街管理区，为汕头市澄海区文物保护单位，类型为古遗址，公布时间为1984年12月5日。
樟林古港遗址的历史年代为明、清。